# 1760
| 1760               |
| ------------------ |
| Dødsfald - Fødsler |
| • Begivenheder     |

| Gregoriansk kalender | 1760 MDCCLX             |
| Ab urbe condita      | 2513                    |
| Armensk kalender     | 1209 ԹՎ ՌՄԹ             |
| Kinesiske kalender   | 4456 – 4457 己卯 – 庚辰 |
| Etiopisk kalender    | 1752 – 1753             |
| Jødisk kalender      | 5520 – 5521             |
| Hindukalendere       |                         |
| - Vikram Samvat      | 1815 – 1816             |
| - Shaka Samvat       | 1682 – 1683             |
| - Kali Yuga          | 4861 – 4862             |
| Iransk kalender      | 1138 – 1139             |
| Islamisk kalender    | 1174 – 1175             |

Konge i Danmark: Frederik 5. 1746-1766
Se også 1760 (tal)

## Begivenheder
- 9. oktober – Under den preussiske syvårskrig besætter russerne Berlin, men de trækker sig tilbage igen efter nogle få dage
- Verdens ældste registrerede hest ved navn Old Billy blev født. Den døde d. 27. november 1822, og blev således 62 år gammel.

## Født
- 18. december – Knud Lyne Rahbek, dansk forfatter

## Dødsfald
- 25. oktober – George 2. af England